# Medi interplanetari

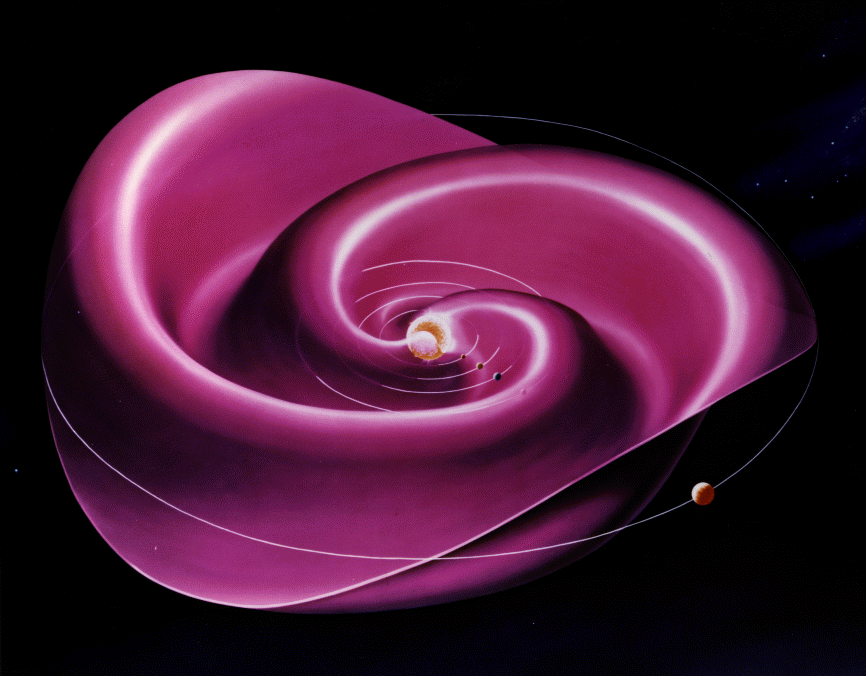
Interacció del camp magnètic solar en rotació amb el plasma, en el medi interplanetari.

El medi interplanetari és el material que omple el sistema solar, pel qual es mouen tots els grans cossos, com ara els planetes, asteroides i els cometes. El medi interplanetari conté pols, raigs còsmics i el plasma calent procedent del vent solar. L'abast del vent solar pot ser considerat la frontera exterior del sistema solar, més enllà parlaríem ja del medi interestel·lar. Hom creu que aquest límit, conegut com a heliopausa, estaria situat al voltant d'unes 110 a 160 unitats astronòmiques del sol. El medi interplanetari, per tant, omple el volum quasiesfèric contingut a l'interior de l'heliopausa.

## Interacció amb els planetes
La interacció del medi interplanetari amb els planetes depèn principalment del seu camp magnètic. Així, cossos com la Lluna, sense camp magnètic, permeten que le spartícules del vent solar impactin directament amb la seva superfície, que actua com un col·lector, de manera que l'anàlisi de les roques lunars pot aportar dades sobre la variació de la composició d'aquest plasma, al llarg de milions d'anys.
Partícules d'alta energia procedents del vent solar, en impactar sobre la Lluna, produeixen també l'emissió feble de raigs-X.
Els planetes amb camp magnètic propi, com la Terra o Júpiter, estan envoltats per una magnetosfera a l'interior de la qual el seu camp magnètic és més intens que el del sol, que intercepta el corrent del vent solar i el recondueix seguint les línies del camp magnètic. En conseqüència, les partícules carregades elèctricament són accelerades de manera important, causant les aurores polars i omplint els cinturons de Van Allen de material ionitzat.

## Fenòmens observables del medi interplanetari
El medi interplanetari és el responsable de diversos efectes visibles des de la Terra. La llum zodiacal és una banda ampla luminescent que pot apreciar-se, de vegades, poc abans de la sortida del sol i poc després de pondre's. Se situa al llarg de l'eclíptica i presenta una brillantor màxima a prop de l'horitzó i és conseqüència de la dispersió de la seva llum per part de les partícules de pols que formen part del medi interplanetari, entre la Terra i el Sol.
Un efecte similar s'anomena contrallum, que pot observar-se en la direcció completament oposada a la posició del sol en el cel. Aquesta, tanmateix, és molt més feble que la llum zodiacal i prové de la reflexió de la llum del sol sobre la pols situada més enllà de l'òrbita de la Terra.

## Història
El terme "interplanetari" va ser utilitzat per primer cop, l'any 1691, pel científic Robert Boyle: "L'aire és diferent de l'èter (o el buit) en els... espais interplanetaris" Boyle Hist. Air.
L'any 1898, l'astrònom Charles Augustus Young va escriure: "L'espai interplanetari és molt més buit que qualsevol altre buit que puguem produir de manera artificial..." (Elements d'Astronomia, Charles Augustus Young, 1898).
Akasofu explicava que: "La visió d'un espai interplanetari buit dins del qual el Sol emet corrents corpusculars de manera intermitent va canviar radicalment quan Ludwig Biermann (1951, 1953) va proposar, basant-se en l'estudi de les cues dels cometes, que el Sol contínuament expulsa material de la seva atmosfera en totes direccions, a una velocitat supersònica" (Syun-Ichi Akasofu, Explorant els secrets de les aurores, 2002)
El professor Kenneth R. Lang, de la universitat de Tufts, va apuntar l'any 2000 que "Fa mig segle, molta gent visualitzava el nostre planeta com una esfera solitària viatjant en un espai buit fred i fosc al voltant del Sol".